# Puig del Rossinyol (Monistrol de Calders)
El Puig del Rossinyol, antigament Puigllobató, és una muntanya de 687 metres d'altitud del terme municipal de Monistrol de Calders, a la comarca del Moianès.
En el cim del puig, lleugerament decantat cap al vessant sud, hi havia hagut el mas Puigllobató, que ja consta al segle xviii com a mas rònec.